# Apollophanes bangalores
Apollophanes bangalores är en spindelart som beskrevs av Benoy Krishna Tikader 1963. Apollophanes bangalores ingår i släktet Apollophanes och familjen snabblöparspindlar. Inga underarter finns listade i Catalogue of Life.